# شركة تالاسند
شركة تالاسند (Talascend) شركة موارد هندسية عالمية أُنشئت عام 2008م. يقع مقرها الرئيس في مدينة تروي، بولاية ميشيغان، وتمتلك 15 فرعًا في جميع أنحاء العالم ويعمل بها 1500 شخص.
وتعمل الشركة بشكل مسيطر في الصناعات الهندسية في النفط والغاز والكهرباء والتصنيع والمركبات وتقنية المعلومات والاتصال عن بُعد والسكة الحديد مع وجود متنامٍ في الطاقة النووية.
ولقد تأسست شركة تالاسند (Talascend) من اندماج ثلاث شركات توظيف هندسي في سبتمبر من عام 2008م. شركة إي بي سي جلوبال (EPCglobal)، أسستها وتمتلكها شركة بيكتل (Bechtel)؛ شركة الخدمات الفنية والجودة (Quality Technical Services) وشركة الهاتف المحمول المتخصصة في مجموعة إي بي سي (EPC) وشركة الخدمات الاحترافية الحديثة (Modern Professional Services)، اسم عريق في سوق المركبات في ديترويت منذ عام 1946م.
وتقوم أكاديمية التدريب العالمي في تالاسند (Talascend Global Training Academy) بتدريب المهندسين والمصممين على الوظائف في الصناعات الأخرى، عندما ينخفض الطلب على وظائفهم في مجال خبراتهم الحالية. ولقد نجحت الأكاديمية في خلق وظائف للمصممين الهندسيين داخل سوق ديترويت الذي يعاني من الكساد.
إن صناعة النفط والغاز هي المستفيد الأساسي من المهندسين الذين تدربوا على قطاعات عمل أخرى.
واحتفظت شركة تالاسند بمقارها في ديترويت وانخرطت بجد في دفع الصناعات الهندسية وصناعة التشييد لجعل ميشيغان جزءًا من التخطيط المستقبلي، إلى جانب صناعة المركبات.
تمتلك أعمال الشركة في أسترالاسيا فروعًا في أبوظبي ونيودلهي وبريزبان بالإضافة إلى ثلاثة فروع أوروبية في المملكة المتحدة وسويسرا. وتتألف أعمال الشركة في أمريكا الشمالية من 9 فروع؛ ثمانية منهم في المملكة المتحدة وفرع في كالغاري في ألبرتا في كندا، ولقد بدأ هذا الفرع عمله مؤخرًا عام 2011م.
واحتلت الشركة مكانة متميزة في مجال الطاقة المتجددة؛ حيث تدفع نحو المزيد من الاستثمارات والتطوير في المستقبل طويل الأمد لصناعة الطاقة العالمية.